# Willie Nelson/Diskografie
Diese Diskografie ist eine Übersicht über die musikalischen Werke des US-amerikanischen Country-Musikers Willie Nelson. Den Schallplattenauszeichnungen zufolge hat er bisher mehr als 47,7 Millionen Tonträger verkauft, davon alleine in seiner Heimat über 45,5 Millionen. Seine erfolgreichste Veröffentlichung ist das Album Stardust mit über 5,2 Millionen verkauften Einheiten.

## Alben

### Studioalben
| Jahr | Titel Musiklabel                                                   | Höchstplatzierung, Gesamtwochen, AuszeichnungChartplatzierungen (Jahr, Titel, Musiklabel, Platzierungen, Wochen, Auszeichnungen, Anmerkungen) | Höchstplatzierung, Gesamtwochen, AuszeichnungChartplatzierungen (Jahr, Titel, Musiklabel, Platzierungen, Wochen, Auszeichnungen, Anmerkungen) | Höchstplatzierung, Gesamtwochen, AuszeichnungChartplatzierungen (Jahr, Titel, Musiklabel, Platzierungen, Wochen, Auszeichnungen, Anmerkungen) | Höchstplatzierung, Gesamtwochen, AuszeichnungChartplatzierungen (Jahr, Titel, Musiklabel, Platzierungen, Wochen, Auszeichnungen, Anmerkungen) | Höchstplatzierung, Gesamtwochen, AuszeichnungChartplatzierungen (Jahr, Titel, Musiklabel, Platzierungen, Wochen, Auszeichnungen, Anmerkungen) | Höchstplatzierung, Gesamtwochen, AuszeichnungChartplatzierungen (Jahr, Titel, Musiklabel, Platzierungen, Wochen, Auszeichnungen, Anmerkungen) | Anmerkungen                              |
| Jahr | Titel Musiklabel                                                   | DE | AT | CH | UK | US | Country | Anmerkungen                              |
| ---- | ------------------------------------------------------------------ | --- | --- | --- | --- | --- | --- | ---------------------------------------- |
| 1962 | And Then I Wrote Liberty Records                                   | — | — | — | — | — | — | Erstveröffentlichung: September 1962     |
| 1963 | Here’s Willie Nelson Liberty Records                               | — | — | — | — | — | — |                                          |
| 1965 | Country Willie – His Own Songs RCA Records                         | — | — | — | — | — | — |                                          |
| 1966 | Country Favorites – Willie Nelson Style RCA Records                | — | — | — | — | — | Country9 (17 Wo.)Country |                                          |
| 1967 | Make Way for Willie Nelson RCA Records                             | — | — | — | — | — | Country9 (20 Wo.)Country | Erstveröffentlichung: Mai 1967           |
| 1967 | “The Party’s Over” and Other Great Willie Nelson Songs RCA Records | — | — | — | — | — | Country7 (14 Wo.)Country | Erstveröffentlichung: Oktober 1967       |
| 1968 | Texas in My Soul RCA Records                                       | — | — | — | — | — | — |                                          |
| 1968 | Good Times RCA Records                                             | — | — | — | — | — | Country29 (7 Wo.)Country |                                          |
| 1969 | My Own Peculiar Way RCA Records                                    | — | — | — | — | — | Country39 (4 Wo.)Country | Erstveröffentlichung: Februar 1969       |
| 1970 | Both Sides Now RCA Records                                         | — | — | — | — | — | — | Erstveröffentlichung: März 1970          |
| 1970 | Laying My Burdens Down RCA Records                                 | — | — | — | — | — | — | Erstveröffentlichung: Oktober 1970       |
| 1971 | Willie Nelson and Family RCA Records                               | — | — | — | — | — | — |                                          |
| 1971 | Yesterday’s Wine RCA Records                                       | — | — | — | — | — | — |                                          |
| 1972 | The Words Don’t Fit the Picture RCA Records                        | — | — | — | — | — | — |                                          |
| 1972 | The Willie Way RCA Records                                         | — | — | — | — | — | Country34 (4 Wo.)Country |                                          |
| 1973 | Shotgun Willie Atlantic Records                                    | — | — | — | — | — | Country41 (7 Wo.)Country | Erstveröffentlichung: 11. Juni 1973      |
| 1974 | Phases and Stages Atlantic Records                                 | — | — | — | — | US187 (3 Wo.)US | Country34 (11 Wo.)Country | Erstveröffentlichung: März 1974          |
| 1975 | Red Headed Stranger Columbia Records                               | — | — | — | — | US28 ×2Doppelplatin · (43 Wo.)US | Country1 (121 Wo.)Country | Erstveröffentlichung: Mai 1975           |
| 1976 | The Sound in Your Mind Columbia Records                            | — | — | — | — | US48 Platin · (15 Wo.)US | Country1 (35 Wo.)Country | Erstveröffentlichung: Februar 1976       |
| 1976 | The Troublemaker Columbia Records                                  | — | — | — | — | US60 Gold · (7 Wo.)US | Country1 (30 Wo.)Country | Erstveröffentlichung: September 1976     |
| 1977 | To Lefty from Willie Columbia Records                              | — | — | — | — | US91 (12 Wo.)US | Country2 (22 Wo.)Country | Erstveröffentlichung: Juni 1977          |
| 1978 | There’ll Be No Teardrops Tonight United Artist Records             | — | — | — | — | — | Country46 (2 Wo.)Country |                                          |
| 1978 | Stardust Columbia Records                                          | — | — | — | — | US30 ×5Fünffachplatin · (117 Wo.)US | Country1 (551 Wo.)Country | Erstveröffentlichung: April 1978         |
| 1979 | Sings Kristofferson Columbia Records                               | — | — | — | — | US42 Platin · (25 Wo.)US | Country5 (50 Wo.)Country | Erstveröffentlichung: Oktober 1979       |
| 1979 | Pretty Paper CBS Records                                           | — | — | — | — | US73 Platin · (8 Wo.)US | Country11 (7 Wo.)Country | Erstveröffentlichung: November 1979      |
| 1979 | The Electric Horseman CBS Records                                  | — | — | — | — | US52 Gold · (25 Wo.)US | Country3 (37 Wo.)Country |                                          |
| 1980 | Honeysuckle Rose Columbia Records                                  | — | — | — | — | US— ×2DoppelplatinUS | — | Erstveröffentlichung: Juli 1980          |
| 1980 | Family Bible Songbird Records                                      | — | — | — | — | — | Country26 (18 Wo.)Country |                                          |
| 1981 | Somewhere over the Rainbow Columbia Records                        | — | — | — | — | US31 Platin · (23 Wo.)US | Country1 (36 Wo.)Country |                                          |
| 1982 | Always on My Mind Columbia Records                                 | — | — | — | UK49 (99 Wo.)UK | US2 ×4Vierfachplatin · (99 Wo.)US | Country1 (253 Wo.)Country | Erstveröffentlichung: Februar 1982       |
| 1983 | Tougher Than Leather Columbia Records                              | — | — | — | — | US39 (20 Wo.)US | Country4 (32 Wo.)Country |                                          |
| 1983 | My Own Way Columbia Records                                        | — | — | — | — | US182 (5 Wo.)US | — |                                          |
| 1983 | Without a Song Columbia Records                                    | — | — | — | — | US54 Platin · (34 Wo.)US | Country3 (73 Wo.)Country |                                          |
| 1984 | City of New Orleans Columbia Records                               | — | — | — | — | US69 Platin · (26 Wo.)US | Country1 (45 Wo.)Country |                                          |
| 1984 | Angel Eyes Columbia Records                                        | — | — | — | — | US116 (7 Wo.)US | — |                                          |
| 1985 | Me and Paul S&P Records                                            | — | — | — | — | US152 (7 Wo.)US | Country3 (40 Wo.)Country | Erstveröffentlichung: Februar 1985       |
| 1986 | Partners Columbia Records                                          | — | — | — | — | — | Country13 (26 Wo.)Country | Erstveröffentlichung: September 1986     |
| 1986 | The Promiseland Columbia Records                                   | — | — | — | — | — | Country1 (28 Wo.)Country |                                          |
| 1987 | Island in the Sea Columbia Records                                 | — | — | — | — | — | Country14 (19 Wo.)Country |                                          |
| 1988 | What a Wonderful World Columbia Records                            | — | — | — | — | — | Country6 (40 Wo.)Country | Erstveröffentlichung: 20. September 1988 |
| 1989 | A Horse Called Music Columbia Records                              | — | — | — | — | — | Country2 (41 Wo.)Country |                                          |
| 1990 | Born for Trouble Columbia Records                                  | — | — | — | — | — | Country31 (28 Wo.)Country |                                          |
| 1992 | Any Old Arms Won’t Do Sound Solution                               | — | — | — | — | — | — |                                          |
| 1992 | The IRS Tapes: Who’ll Buy My Memories? Sony Records                | — | — | — | — | — | — |                                          |
| 1993 | Across the Borderline Columbia Records                             | — | — | — | — | US75 (16 Wo.)US | Country15 (24 Wo.)Country | Erstveröffentlichung: 19. März 1993      |
| 1994 | Moonlight Becomes You Justice Records                              | — | — | — | — | US188 (1 Wo.)US | Country37 (10 Wo.)Country |                                          |
| 1994 | Healing Hands of Time Capitol Records                              | — | — | — | — | US103 (11 Wo.)US | Country17 (18 Wo.)Country |                                          |
| 1994 | Six Hours at Pedemales Step one Records                            | — | — | — | — | — | — |                                          |
| 1995 | Just One Love Transatlantic Records                                | — | — | — | — | — | — |                                          |
| 1996 | Spirit Island Records                                              | — | — | — | UK78 (1 Wo.)UK | US132 (2 Wo.)US | Country20 (17 Wo.)Country | Erstveröffentlichung: 4. Juni 1996       |
| 1996 | How Great Thou Art Fine Arts Records                               | — | — | — | — | — | — |                                          |
| 1998 | Teatro Island Records                                              | — | — | — | — | US104 (6 Wo.)US | Country17 (28 Wo.)Country | Erstveröffentlichung: 1. September 1998  |
| 1999 | Night and Day Free Falls Entertainment                             | — | — | — | — | — | — | Erstveröffentlichung: 13. Juli 1999      |
| 2000 | Tales out of Luck (Me and the Drummer) Luck Records                | — | — | — | — | — | — | Erstveröffentlichung: 6. Juni 2000       |
| 2000 | Milk Cow Blues Island Records                                      | — | — | — | — | US83 (7 Wo.)US | — | Erstveröffentlichung: 19. September 2000 |
| 2001 | Rainbow Connection Island Records                                  | — | — | — | — | — | Country52 (7 Wo.)Country | Erstveröffentlichung: 12. Juni 2001      |
| 2002 | The Great Divide Lost Highway Records                              | — | — | — | — | US43 (23 Wo.)US | Country5 (64 Wo.)Country | Erstveröffentlichung: 1. Januar 2002     |
| 2004 | Nacogdoches Texas Roadhouse                                        | — | — | — | — | — | — | Erstveröffentlichung: 29. April 2004     |
| 2004 | It Will Always Be Lost Highway Records                             | — | — | — | — | US75 (3 Wo.)US | Country12 (17 Wo.)Country | Erstveröffentlichung: 26. Oktober 2004   |
| 2005 | Countryman Lost Highway Records                                    | — | — | — | — | US46 (7 Wo.)US | Country6 (15 Wo.)Country | Erstveröffentlichung: 2. August 2005     |
| 2006 | You Don’t Know Me: The Songs of Cindy Walker Lost Highway Records  | — | — | — | — | US114 (4 Wo.)US | Country24 (12 Wo.)Country | Erstveröffentlichung: 16. März 2006      |
| 2006 | Songbird Lost Highway Records                                      | — | — | — | — | US87 (2 Wo.)US | Country19 (11 Wo.)Country | Erstveröffentlichung: 21. Oktober 2006   |
| 2008 | Moment of Forever Lost Highway Records                             | — | — | — | — | US56 (4 Wo.)US | Country8 (16 Wo.)Country | Erstveröffentlichung: 29. Januar 2008    |
| 2009 | American Classic Blue Note Records                                 | DE96 (1 Wo.)DE | — | — | — | US43 (6 Wo.)US | Country14 (25 Wo.)Country | Erstveröffentlichung: 25. August 2009    |
| 2010 | Country Music Rounder Records                                      | — | — | — | — | US20 (6 Wo.)US | Country4 (19 Wo.)Country | Erstveröffentlichung: 20. April 2010     |
| 2011 | Remember Me Vol. 1 R&J Records                                     | — | — | — | — | — | Country40 (9 Wo.)Country | Erstveröffentlichung: 21. November 2011  |
| 2012 | Heroes Legacy Recordings                                           | — | AT34 (2 Wo.)AT | CH72 (2 Wo.)CH | UK73 (1 Wo.)UK | US18 (7 Wo.)US | — | Erstveröffentlichung: 15. Mai 2012       |
| 2013 | Let’s face the Music and Dance Legacy Recordings                   | — | — | — | — | US49 (3 Wo.)US | Country16 (12 Wo.)Country | Erstveröffentlichung: 16. April 2013     |
| 2013 | To All the Girls … Legacy Recordings                               | — | — | CH66 (2 Wo.)CH | UK72 (1 Wo.)UK | US9 (8 Wo.)US | Country2 (22 Wo.)Country | Erstveröffentlichung: 15. Oktober 2013   |
| 2014 | Band of Brothers Legacy Recordings                                 | — | — | — | UK52 (1 Wo.)UK | US5 (9 Wo.)US | Country1 (23 Wo.)Country | Erstveröffentlichung: 17. Juni 2014      |
| 2016 | Summertime: Willie Nelson Sings Gershwin Legacy Recordings         | — | — | — | — | US40 (2 Wo.)US | — | Erstveröffentlichung: 26. Februar 2016   |
| 2016 | For the Good Times: A Tribute to Ray Price Legacy Recordings       | — | — | — | — | US84 (1 Wo.)US | Country5 (6 Wo.)Country | Erstveröffentlichung: 16. September 2016 |
| 2017 | God’s Problem Child Legacy Recordings                              | DE76 (1 Wo.)DE | AT41 (1 Wo.)AT | CH42 (1 Wo.)CH | UK64 (1 Wo.)UK | US10 (5 Wo.)US | Country1 (9 Wo.)Country | Erstveröffentlichung: 28. April 2017     |
| 2018 | Last Man Standing Legacy Recordings                                | DE39 (2 Wo.)DE | AT32 (2 Wo.)AT | CH34 (2 Wo.)CH | UK46 (1 Wo.)UK | US14 (3 Wo.)US | Country3 (5 Wo.)Country | Erstveröffentlichung: 27. April 2017     |
| 2018 | My Way Legacy Recordings                                           | — | AT58 (1 Wo.)AT | CH75 (1 Wo.)CH | — | US36 (2 Wo.)US | — | Erstveröffentlichung: 14. September 2017 |
| 2019 | Ride Me Back Home Legacy Recordings                                | DE54 (1 Wo.)DE | AT18 (2 Wo.)AT | CH18 (3 Wo.)CH | — | US18 (2 Wo.)US | Country2 (3 Wo.)Country | Erstveröffentlichung: 21. Juni 2019      |
| 2020 | First Rose of Spring Legacy Recordings                             | DE43 (1 Wo.)DE | AT8 (3 Wo.)AT | CH8 (3 Wo.)CH | UK76 (1 Wo.)UK | US49 (1 Wo.)US | Country5 (2 Wo.)Country | Erstveröffentlichung: 3. Juli 2020       |
| 2021 | That’s Life Legacy Recordings                                      | DE97 (1 Wo.)DE | — | CH33 (2 Wo.)CH | — | US58 (1 Wo.)US | — | Erstveröffentlichung: 26. Februar 2021   |
| 2022 | A Beautiful Time Legacy Recordings                                 | DE44 (1 Wo.)DE | — | CH19 (2 Wo.)CH | — | US100 (1 Wo.)US | Country13 (1 Wo.)Country | Erstveröffentlichung: 29. April 2022     |
| 2023 | I Don’t Know a Thing About Love Legacy Recordings                  | — | — | CH85 (1 Wo.)CH | — | — | — | Erstveröffentlichung: 3. März 2023       |
| 2023 | Bluegrass Legacy Recordings                                        | — | — | CH64 (1 Wo.)CH | — | — | — | Erstveröffentlichung: 15. September 2023 |
| 2024 | The Border Legacy Recordings                                       | — | AT58 (1 Wo.)AT | — | — | — | Country50 (1 Wo.)Country | Erstveröffentlichung: 31. Mai 2024       |
| 2024 | Last Leaf on the Tree Sony Music Catalog                           | — | AT63 (1 Wo.)AT | CH37 (1 Wo.)CH | — | — | Country40 (1 Wo.)Country | Erstveröffentlichung: 1. November 2024   |
| 2025 | Oh What a Beautiful World Legacy Recordings                        | — | — | CH36 (… Wo.)CH | — | — | — | Erstveröffentlichung: 25. April 2025     |

grau schraffiert: keine Chartdaten aus diesem Jahr verfügbar

### Gemeinschaftsalben
| Jahr | Titel Musiklabel                                                  | Höchstplatzierung, Gesamtwochen, AuszeichnungChartplatzierungen (Jahr, Titel, Musiklabel, Platzierungen, Wochen, Auszeichnungen, Anmerkungen) | Höchstplatzierung, Gesamtwochen, AuszeichnungChartplatzierungen (Jahr, Titel, Musiklabel, Platzierungen, Wochen, Auszeichnungen, Anmerkungen) | Höchstplatzierung, Gesamtwochen, AuszeichnungChartplatzierungen (Jahr, Titel, Musiklabel, Platzierungen, Wochen, Auszeichnungen, Anmerkungen) | Höchstplatzierung, Gesamtwochen, AuszeichnungChartplatzierungen (Jahr, Titel, Musiklabel, Platzierungen, Wochen, Auszeichnungen, Anmerkungen) | Höchstplatzierung, Gesamtwochen, AuszeichnungChartplatzierungen (Jahr, Titel, Musiklabel, Platzierungen, Wochen, Auszeichnungen, Anmerkungen) | Höchstplatzierung, Gesamtwochen, AuszeichnungChartplatzierungen (Jahr, Titel, Musiklabel, Platzierungen, Wochen, Auszeichnungen, Anmerkungen) | Anmerkungen                                                                                |
| Jahr | Titel Musiklabel                                                  | DE | AT | CH | UK | US | Country | Anmerkungen                                                                                |
| ---- | ----------------------------------------------------------------- | --- | --- | --- | --- | --- | --- | ------------------------------------------------------------------------------------------ |
| 1976 | Wanted! The Outlaws RCA Records                                   | — | — | — | — | US10 ×2Doppelplatin · (51 Wo.)US | Country1 (187 Wo.)Country | mit Waylon Jennings, Jessi Colter und Tompall Glaser                                       |
| 1978 | Waylon & Willie RCA Records                                       | — | — | — | — | US12 ×2Doppelplatin · (29 Wo.)US | Country1 (126 Wo.)Country | Erstveröffentlichung: Januar 1978 mit Waylon Jennings                                      |
| 1979 | One for the Road Columbia Records                                 | — | — | — | — | US25 Gold · (18 Wo.)US | Country3 (40 Wo.)Country | mit Leon Russell                                                                           |
| 1980 | Willie Nelson and Danny Davis & The Nashville Brass RCA Records   | — | — | — | — | US150 (5 Wo.)US | Country14 (21 Wo.)Country |                                                                                            |
| 1980 | San Antonio Rose Columbia Records                                 | — | — | — | — | US70 Gold · (25 Wo.)US | Country3 (51 Wo.)Country | Erstveröffentlichung: 14. Mai 1980 mit Ray Price                                           |
| 1982 | WWII RCA Records                                                  | — | — | — | — | US57 Gold · (22 Wo.)US | Country3 (36 Wo.)Country | Erstveröffentlichung: Oktober 1982 mit Waylon Jennings                                     |
| 1982 | The Winning Hand Monument Records                                 | — | — | — | — | — | Country4 (24 Wo.)Country | Erstveröffentlichung: 1. November 1982 mit Kris Kristofferson, Dolly Parton und Brenda Lee |
| 1983 | Pancho & Lefty Epic Records                                       | — | — | — | — | US37 Platin · (53 Wo.)US | Country1 (116 Wo.)Country | mit Merle Haggard                                                                          |
| 1983 | Take It to the Limit Columbia Records                             | — | — | — | — | US60 Gold · (16 Wo.)US | Country3 (53 Wo.)Country | Erstveröffentlichung: April 1983 mit Waylon Jennings                                       |
| 1984 | Music from Songwriter Columbia Records                            | — | — | — | — | US152 (5 Wo.)US | Country21 (15 Wo.)Country | Erstveröffentlichung: Oktober 1984 mit Kris Kristofferson                                  |
| 1991 | Clean Shirt Epic Records                                          | — | — | — | — | US193 (3 Wo.)US | Country28 (13 Wo.)Country | Erstveröffentlichung: Juni 1991 mit Waylon Jennings                                        |
| 1997 | Hill Country Christmas Finer Arts Records                         | — | — | — | — | — | Country60 (3 Wo.)Country | mit Bobbie Nelson                                                                          |
| 1998 | VH1 Storytellers: Johnny Cash & Willie Nelson American Recordings | — | — | — | — | US56 (48 Wo.)US | Country25 (17 Wo.)Country | mit Johnny Cash                                                                            |
| 2003 | Run That By Me One More Time RCA Records                          | — | — | — | — | — | Country62 (2 Wo.)Country | Erstveröffentlichung: 1. Juli 2003 mit Ray Price                                           |
| 2003 | Willie Nelson and Friends –                                       | — | — | — | — | — | Country39 (1 Wo.)Country | Erstveröffentlichung: 6. Oktober 2003 Charteinstieg: 2016                                  |
| 2007 | Last of the Breed Lost Highway Records                            | — | — | — | — | US64 (4 Wo.)US | Country7 (18 Wo.)Country | Erstveröffentlichung: 16. März 2007 mit Merle Haggard und Ray Price                        |
| 2008 | Two Men with the Blues Blue Note Records                          | DE63 (1 Wo.)DE | — | — | — | US20 (8 Wo.)US | — | Erstveröffentlichung: 4. Juli 2008 mit Wynton Marsalis                                     |
| 2009 | Willie and the Wheel Bismeaux Records                             | — | — | — | — | US90 (7 Wo.)US | Country13 (30 Wo.)Country | Erstveröffentlichung: 3. Februar 2009 mit Asleep at the Wheel                              |
| 2012 | Heroes As Is                                                      | — | — | — | — | — | Country4 (44 Wo.)Country | Erstveröffentlichung: 11. Mai 2012 mit Lotta Engberg                                       |
| 2013 | Every Song Tells a Story Sony BMG                                 | — | — | — | — | — | Country54 (30 Wo.)Country | Erstveröffentlichung: 26. Februar 2013 mit Johnny Cash                                     |
| 2014 | December Day: Willie’s Stash. Vol. 1 Legacy Recordings            | — | — | — | — | — | Country26 (7 Wo.)Country | Erstveröffentlichung: 2. Dezember 2014 mit Sister Bobbie                                   |
| 2015 | Django and Jimmie Sony Music                                      | — | AT50 (1 Wo.)AT | CH78 (1 Wo.)CH | UK66 (1 Wo.)UK | US7 (10 Wo.)US | Country1 (48 Wo.)Country | Erstveröffentlichung: 2. Juni 2015 mit Merle Haggard                                       |
| 2017 | Willie’s Stash, Vol. 2: Willie and the Boys Legacy Recordings     | — | — | — | — | US134 (1 Wo.)US | Country19 (1 Wo.)Country | Erstveröffentlichung: 20. Oktober 2017 mit Lukas & Micah Nelson                            |

grau schraffiert: keine Chartdaten aus diesem Jahr verfügbar
Weitere Gemeinschaftsalben
- 1982: Old Friends (Columbia Records; mit Roger Miller)
- 1982: In the Jailhouse Now (Columbia Records; mit Webb Pierce)
- 1984: Funny How Time Slips Away (Columbia Records; mit Faron Young)
- 1985: Brand on My Heart (Columbia Records; mit Hank Snow)
- 1987: Walking the Line (Epic Records; mit George Jones und Merle Haggard)
- 1987: Seashores of Old Mexico (Epic Records; mit Merle Haggard)
- 1995: Augusta (Sundown Records; mit Don Cherry)
- 2002: The Eyes of Texas (Wildflower Records; mit Don Cherry)
- 2007: It’s Magic (Diamonddisc Records; mit Don Cherry)

### Livealben
| Jahr | Titel Musiklabel                                                          | Höchstplatzierung, Gesamtwochen, AuszeichnungChartplatzierungen (Jahr, Titel, Musiklabel, Platzierungen, Wochen, Auszeichnungen, Anmerkungen) | Höchstplatzierung, Gesamtwochen, AuszeichnungChartplatzierungen (Jahr, Titel, Musiklabel, Platzierungen, Wochen, Auszeichnungen, Anmerkungen) | Höchstplatzierung, Gesamtwochen, AuszeichnungChartplatzierungen (Jahr, Titel, Musiklabel, Platzierungen, Wochen, Auszeichnungen, Anmerkungen) | Höchstplatzierung, Gesamtwochen, AuszeichnungChartplatzierungen (Jahr, Titel, Musiklabel, Platzierungen, Wochen, Auszeichnungen, Anmerkungen) | Höchstplatzierung, Gesamtwochen, AuszeichnungChartplatzierungen (Jahr, Titel, Musiklabel, Platzierungen, Wochen, Auszeichnungen, Anmerkungen) | Höchstplatzierung, Gesamtwochen, AuszeichnungChartplatzierungen (Jahr, Titel, Musiklabel, Platzierungen, Wochen, Auszeichnungen, Anmerkungen) | Anmerkungen                                                                |
| Jahr | Titel Musiklabel                                                          | DE | AT | CH | UK | US | Country | Anmerkungen                                                                |
| ---- | ------------------------------------------------------------------------- | --- | --- | --- | --- | --- | --- | -------------------------------------------------------------------------- |
| 1966 | Country Music Concert RCA Records                                         | — | — | — | — | — | Country32 (9 Wo.)Country |                                                                            |
| 1976 | Willie Nelson Live RCA Records                                            | — | — | — | — | US149 (7 Wo.)US | Country5 (17 Wo.)Country |                                                                            |
| 1978 | Willie and Family Live Columbia Records                                   | — | — | — | — | US32 ×4Vierfachplatin · (55 Wo.)US | Country1 (140 Wo.)Country |                                                                            |
| 2002 | Willie Nelson & Friends – Stars and Guitars Lost Highway Records          | — | — | — | — | US133 (3 Wo.)US | Country18 (39 Wo.)Country |                                                                            |
| 2003 | Live and Kickin’ Lost Highway Records                                     | — | — | — | — | US42 (8 Wo.)US | Country4 (27 Wo.)Country |                                                                            |
| 2004 | Live at Billy Bob’s Texas Smith Music Group                               | — | — | — | — | US168 (1 Wo.)US | Country27 (13 Wo.)Country |                                                                            |
| 2004 | Outlaws and Angels Lost Highway Records                                   | — | — | — | — | US69 (3 Wo.)US | Country10 (14 Wo.)Country |                                                                            |
| 2005 | Songs for Tsunami Relief: Austin to South Asia Lost Highway Records       | — | — | — | — | — | Country57 (1 Wo.)Country |                                                                            |
| 2011 | Here We Go Again: Celebrating the Genius of Ray Charles Blue Note Records | — | AT40 (1 Wo.)AT | — | — | — | — | Erstveröffentlichung: 29. März 2011 mit Wynton Marsalis und Norah Jones    |
| 2022 | Live At The Texas Opry House, 1974 –                                      | — | — | — | — | — | Country35 (1 Wo.)Country | Erstveröffentlichung: 23. April 2022 Veröffentlichung zum Record Store Day |

grau schraffiert: keine Chartdaten aus diesem Jahr verfügbar
Weitere Livealben
- 2002: All of Me – Live in Concert (BCI Music)

### Kompilationen
| Jahr | Titel Musiklabel                                                               | Höchstplatzierung, Gesamtwochen, AuszeichnungChartplatzierungen (Jahr, Titel, Musiklabel, Platzierungen, Wochen, Auszeichnungen, Anmerkungen) | Höchstplatzierung, Gesamtwochen, AuszeichnungChartplatzierungen (Jahr, Titel, Musiklabel, Platzierungen, Wochen, Auszeichnungen, Anmerkungen) | Höchstplatzierung, Gesamtwochen, AuszeichnungChartplatzierungen (Jahr, Titel, Musiklabel, Platzierungen, Wochen, Auszeichnungen, Anmerkungen) | Höchstplatzierung, Gesamtwochen, AuszeichnungChartplatzierungen (Jahr, Titel, Musiklabel, Platzierungen, Wochen, Auszeichnungen, Anmerkungen) | Höchstplatzierung, Gesamtwochen, AuszeichnungChartplatzierungen (Jahr, Titel, Musiklabel, Platzierungen, Wochen, Auszeichnungen, Anmerkungen) | Höchstplatzierung, Gesamtwochen, AuszeichnungChartplatzierungen (Jahr, Titel, Musiklabel, Platzierungen, Wochen, Auszeichnungen, Anmerkungen) | Anmerkungen                                                              |
| Jahr | Titel Musiklabel                                                               | DE | AT | CH | UK | US | Country | Anmerkungen                                                              |
| ---- | ------------------------------------------------------------------------------ | --- | --- | --- | --- | --- | --- | ------------------------------------------------------------------------ |
| 1973 | The Best Of Liberty Records                                                    | — | — | — | UK— GoldUK | — | — |                                                                          |
| 1975 | What Can You Do to Me Now RCA Records                                          | — | — | — | — | US196 (3 Wo.)US | Country5 (24 Wo.)Country |                                                                          |
| 1975 | Country Willie United Artists Records                                          | — | — | — | — | — | Country14 (19 Wo.)Country |                                                                          |
| 1975 | The Longhorn Jamboree Presents: Willie Nelson & His Friends Plantation Records | — | — | — | — | — | Country41 (4 Wo.)Country |                                                                          |
| 1977 | Willie – Before His Time RCA Records                                           | — | — | — | — | US78 (15 Wo.)US | Country3 (21 Wo.)Country |                                                                          |
| 1978 | Face of a Fighter Lone Star Records                                            | — | — | — | — | — | Country42 (6 Wo.)Country |                                                                          |
| 1979 | Sweet Memories RCA Records                                                     | — | — | — | — | US154 (5 Wo.)US | Country6 (31 Wo.)Country |                                                                          |
| 1981 | Greatest Hits (& Some That Will Be) Columbia Records                           | — | — | — | — | US27 ×4Vierfachplatin · (93 Wo.)US | Country1 (253 Wo.)Country |                                                                          |
| 1981 | Minstrel Man RCA Records                                                       | — | — | — | — | US148 (7 Wo.)US | Country39 (11 Wo.)Country |                                                                          |
| 1982 | The Best of Willie Nelson Capitol Records                                      | — | — | — | — | — | Country62 (5 Wo.)Country |                                                                          |
| 1985 | Half Nelson Columbia Records                                                   | — | — | — | — | US178 Platin · (3 Wo.)US | Country10 (38 Wo.)Country |                                                                          |
| 1986 | Greatest Hits –                                                                | — | — | — | — | — | Country31 (118 Wo.)Country |                                                                          |
| 1994 | Super Hits Legacy Recordings                                                   | — | — | — | — | US98 ×2Doppelplatin · (110 Wo.)US | Country34 (128 Wo.)Country |                                                                          |
| 1998 | 16 Biggest Hits Columbia Records                                               | — | — | — | — | US— PlatinUS | Country29 (100 Wo.)Country |                                                                          |
| 2003 | Crazy: The Demo Sessions Sugar Hills Records                                   | — | — | — | — | US— PlatinUS | Country32 (16 Wo.)Country |                                                                          |
| 2003 | The Essential Willie Nelson Sony BMG                                           | — | — | — | UK— SilberUK | US179 (5 Wo.)US | Country24 (93 Wo.)Country | Erstveröffentlichung: 1. April 2003                                      |
| 2005 | Songs Lost Highway Records                                                     | — | — | — | — | US64 (13 Wo.)US | Country13 (52 Wo.)Country | Erstveröffentlichung: 15. Februar 2005                                   |
| 2006 | The Complete Atlantic Sessions Lost Rhino Entertainment                        | — | — | — | — | US80 (1 Wo.)US | — |                                                                          |
| 2007 | Natural Renegade: Opus Collection Starbucks Entertainment                      | — | — | — | — | US61 (4 Wo.)US | — | Charteinstieg: 2014                                                      |
| 2008 | One Hell of a Ride Columbia Records                                            | — | — | — | — | — | Country46 (11 Wo.)Country | Erstveröffentlichung: 1. April 2008                                      |
| 2008 | Playlist: The Very Best Of Willie Nelson Legacy Recordings                     | — | — | — | — | — | Country61 (10 Wo.)Country | Erstveröffentlichung: 29. April 2008                                     |
| 2008 | Legend: The Best of Willie Nelson Columbia Records                             | — | — | CH82 (1 Wo.)CH | UK16 Gold · (8 Wo.)UK | — | — | Erstveröffentlichung: 5. Mai 2008 in der Schweiz erst 2015 in den Charts |
| 2009 | Naked Willie Legacy Recordings                                                 | — | — | — | — | US193 (1 Wo.)US | Country29 (4 Wo.)Country | Erstveröffentlichung: 17. März 2009                                      |
| 2009 | Lost Highway Lost Highway Recordings                                           | — | — | — | — | US173 (1 Wo.)US | Country29 (8 Wo.)Country | Erstveröffentlichung: 11. August 2009                                    |
| 2012 | The Classic Christmas Album Columbia Records                                   | — | — | — | — | — | Country27 (7 Wo.)Country | Erstveröffentlichung: 2. Oktober 2012                                    |
| 2013 | Country: Willie Nelson –                                                       | — | — | — | — | — | Country63 (9 Wo.)Country |                                                                          |
| 2023 | Greatest Hits Legacy Recordings                                                | — | — | — | — | — | Country34 (3 Wo.)Country | Erstveröffentlichung: 3. November 2023                                   |

grau schraffiert: keine Chartdaten aus diesem Jahr verfügbar
Weitere Kompilationen
- 1970: Columbus Stockade Blues (RCA Records)
- 1973: Country Winners (Pair Records)
- 1974: Spotlight on Willie Nelson (RCA Camden)
- 1980: Always (Sony Records)
- 1980: His Very Best (Time Music)
- 1981: Everybody’s Talkin’ (JB)
- 1982: 20 of the Best (RCA Records)
- 1985: Collectors Series (RCA Records)
- 1986: Love Songs (EMD International)
- 1991: Yours Always (Macday Entertainment)
- 1995: Super Hits Vol. 2 (Legacy Recordings)
- 1995: Revolutions of Time… The Journey 1975/1993 (Columbia Records)
- 1996: Willie Standard (Sony Records)
- 2000: Good Ol’ Country Singin’ (RCA Camden)
- 2001: All the Songs I’ve Loved Before: 40 Unforgettable Songs (Columbia Records)
- 2007: 16 Biggest Hits Vol. II (Legacy Recordings)
- 2011: Icon (Mercury)
- 2012: On The Road Again – The Best Of Willie Nelson (Sony BMG)

## Singles

### Als Leadmusiker
| Jahr | Titel Album                                                                   | Höchstplatzierung, Gesamtwochen, AuszeichnungChartplatzierungen (Jahr, Titel, Album, Platzierungen, Wochen, Auszeichnungen, Anmerkungen) | Höchstplatzierung, Gesamtwochen, AuszeichnungChartplatzierungen (Jahr, Titel, Album, Platzierungen, Wochen, Auszeichnungen, Anmerkungen) | Höchstplatzierung, Gesamtwochen, AuszeichnungChartplatzierungen (Jahr, Titel, Album, Platzierungen, Wochen, Auszeichnungen, Anmerkungen) | Höchstplatzierung, Gesamtwochen, AuszeichnungChartplatzierungen (Jahr, Titel, Album, Platzierungen, Wochen, Auszeichnungen, Anmerkungen) | Höchstplatzierung, Gesamtwochen, AuszeichnungChartplatzierungen (Jahr, Titel, Album, Platzierungen, Wochen, Auszeichnungen, Anmerkungen) | Höchstplatzierung, Gesamtwochen, AuszeichnungChartplatzierungen (Jahr, Titel, Album, Platzierungen, Wochen, Auszeichnungen, Anmerkungen) | Anmerkungen                                                  |
| Jahr | Titel Album                                                                   | DE | AT | CH | UK | US | Country | Anmerkungen                                                  |
| ---- | ----------------------------------------------------------------------------- | --- | --- | --- | --- | --- | --- | ------------------------------------------------------------ |
| 1962 | Willingly –                                                                   | — | — | — | — | — | Country10 (13 Wo.)Country | mit Shirley Collie                                           |
| 1962 | Touch Me –                                                                    | — | — | — | — | — | Country7 (13 Wo.)Country | Erstveröffentlichung: April 1962                             |
| 1963 | Half a Man Here’s Willie Nelson                                               | — | — | — | — | — | Country25 (5 Wo.)Country | Erstveröffentlichung: Januar 1963                            |
| 1963 | You Took My Happy Away –                                                      | — | — | — | — | — | Country33 (3 Wo.)Country | Erstveröffentlichung: Oktober 1963                           |
| 1965 | She’s Not for You –                                                           | — | — | — | — | — | Country43 (5 Wo.)Country | Erstveröffentlichung: März 1965                              |
| 1965 | I Just Can’t Let You Say Goodbye Country Music Concert                        | — | — | — | — | — | Country48 (2 Wo.)Country | Erstveröffentlichung: September 1965                         |
| 1966 | One in a Row Make Way for Willie Nelson                                       | — | — | — | — | — | Country19 (13 Wo.)Country | Erstveröffentlichung: September 1966                         |
| 1967 | The Party’s Over The Party’s Over and Other Great Willie Nelson Songs         | — | — | — | — | — | Country24 (16 Wo.)Country | Erstveröffentlichung: Januar 1967                            |
| 1967 | Blackjack County Chain –                                                      | — | — | — | — | — | Country21 (11 Wo.)Country | Erstveröffentlichung: Mai 1967                               |
| 1967 | San Antonio Country Favorites: Willie Nelson Style                            | — | — | — | — | — | Country50 (9 Wo.)Country | Erstveröffentlichung: September 1967                         |
| 1968 | Little Things Good Times                                                      | — | — | — | — | — | Country22 (11 Wo.)Country | Erstveröffentlichung: Januar 1968                            |
| 1968 | Johnny One Time –                                                             | — | — | — | — | — | Country36 (7 Wo.)Country | Erstveröffentlichung: August 1968                            |
| 1969 | Bring Me Sunshine –                                                           | — | — | — | — | — | Country13 (14 Wo.)Country | Erstveröffentlichung: November 1969                          |
| 1969 | I Hope So –                                                                   | — | — | — | — | — | Country36 (9 Wo.)Country | Erstveröffentlichung: November 1969                          |
| 1970 | Once More with Feeling Both Sides Now                                         | — | — | — | — | — | Country42 (9 Wo.)Country | Erstveröffentlichung: Februar 1970                           |
| 1970 | Laying My Burdens Down                                                        | — | — | — | — | — | Country68 (2 Wo.)Country | Erstveröffentlichung: September 1970                         |
| 1971 | I’m a Memory Willie Nelson and Family                                         | — | — | — | — | — | Country28 (11 Wo.)Country | Erstveröffentlichung: Januar 1971                            |
| 1971 | Yesterday’s Wine/Me and Paul Yesterday’s Wine                                 | — | — | — | — | — | Country62 (4 Wo.)Country | Erstveröffentlichung: Oktober 1971                           |
| 1972 | Word’s Don’t Fit the Picture The Word’s Don’t Fit the Picture                 | — | — | — | — | — | Country73 (2 Wo.)Country | Erstveröffentlichung: März 1972                              |
| 1973 | Shotgun Willie                                                                | — | — | — | — | — | Country60 (5 Wo.)Country | Erstveröffentlichung: Mai 1973                               |
| 1973 | Stay All Night (Stay a Little Longer) Shotgun Willie                          | — | — | — | — | — | Country22 (13 Wo.)Country | Erstveröffentlichung: September 1973                         |
| 1974 | I Still Can’t Believe You’re Gone Phases and Stages                           | — | — | — | — | — | Country51 (5 Wo.)Country | Erstveröffentlichung: Januar 1974                            |
| 1974 | Bloody Mary Morning Phases and Stages                                         | — | — | — | — | — | Country17 (13 Wo.)Country | Erstveröffentlichung: April 1974                             |
| 1974 | Sister’s Coming Home Phases and Stages                                        | — | — | — | — | — | Country93 (3 Wo.)Country | Erstveröffentlichung: November 1974                          |
| 1975 | Blue Eyes Crying in the Rain Red Headed Stranger                              | — | — | — | — | US21 (18 Wo.)US | Country1 (18 Wo.)Country | Erstveröffentlichung: Juni 1975                              |
| 1975 | Remember Me (When the Candle Lights Are Gleaming) Red Headed Stranger         | — | — | — | — | US67 (8 Wo.)US | Country2 (15 Wo.)Country | Erstveröffentlichung: November 1975                          |
| 1976 | I’d Have to Be Crazy The Sound in Your Mind                                   | — | — | — | — | — | Country11 (13 Wo.)Country | Erstveröffentlichung: Mai 1976                               |
| 1976 | If You’ve Got the Money I’ve Got the Time –                                   | — | — | — | — | — | Country1 (15 Wo.)Country | Erstveröffentlichung: Juli 1976                              |
| 1976 | Uncloudy Day The Troublemaker                                                 | — | — | — | — | — | Country4 (14 Wo.)Country | Erstveröffentlichung: November 1976                          |
| 1977 | I Love You a Thousand Ways To Lefty from Willie                               | — | — | — | — | — | Country9 (12 Wo.)Country | Erstveröffentlichung: August 1977                            |
| 1978 | Georgia on My Mind Stardust                                                   | — | — | — | — | US84 (6 Wo.)US | Country1 (16 Wo.)Country | Erstveröffentlichung: April 1978                             |
| 1978 | Blue Skies Stardust                                                           | — | — | — | — | — | Country1 (13 Wo.)Country | Erstveröffentlichung: Juli 1978                              |
| 1978 | All of Me Stardust                                                            | — | — | — | — | — | Country3 (14 Wo.)Country | Erstveröffentlichung: August 1978                            |
| 1978 | Whiskey River Willie and Family Live                                          | — | — | — | — | — | Country12 (12 Wo.)Country | Erstveröffentlichung: November 1978                          |
| 1979 | September Song Stardust                                                       | — | — | — | — | — | Country15 (12 Wo.)Country |                                                              |
| 1980 | Help Me Make It Through the Night Sings Kristofferson                         | — | — | — | — | — | Country4 (14 Wo.)Country |                                                              |
| 1980 | My Heroes Have Always Been Cowboys Electric Horseman                          | — | — | — | — | US44 (10 Wo.)US | Country1 (14 Wo.)Country | Erstveröffentlichung: 27. Januar 1980                        |
| 1980 | Midnight Rider Electric Horseman                                              | — | — | — | — | — | Country6 (15 Wo.)Country |                                                              |
| 1980 | On the Road Again Honeysuckle Rose                                            | — | — | — | UK— SilberUK | US20 (20 Wo.)US | Country1 (16 Wo.)Country | Erstveröffentlichung: 23. August 1980                        |
| 1981 | Angel Flying Too Close to the Ground Honeysuckle Rose                         | — | — | — | — | — | Country1 (14 Wo.)Country |                                                              |
| 1981 | Mona Lisa Somewhere Over the Rainbow                                          | — | — | — | — | — | Country11 (12 Wo.)Country |                                                              |
| 1981 | I’m Gonna Sit Right Down and Write Myself a Letter Somewhere Over the Rainbow | — | — | — | — | — | Country26 (11 Wo.)Country |                                                              |
| 1981 | Heartaches of a Fool Greatest Hits (& Some That Will Be)                      | — | — | — | — | — | Country39 (10 Wo.)Country |                                                              |
| 1982 | Always on My Mind                                                             | — | — | — | UK49 Silber · (3 Wo.)UK | US5 Platin · (23 Wo.)US | Country1 (21 Wo.)Country | Erstveröffentlichung: 21. Februar 1982                       |
| 1982 | Let It Be Me Always on My Mind                                                | — | — | — | — | US40 (12 Wo.)US | Country2 (17 Wo.)Country |                                                              |
| 1982 | Last Thing I Needed First Thing This Morning Always on My Mind                | — | — | — | — | — | Country2 (20 Wo.)Country |                                                              |
| 1983 | Little Old Fashioned Karma Tougher Than Leather                               | — | — | — | — | — | Country10 (16 Wo.)Country |                                                              |
| 1983 | Why Do I Have to Choose Take It to the Limit                                  | — | — | — | — | — | Country3 (21 Wo.)Country |                                                              |
| 1983 | Take It to the Limit                                                          | — | — | — | — | — | Country8 (19 Wo.)Country | Erstveröffentlichung: 12. September 1983 mit Waylon Jennings |
| 1983 | Without a Song                                                                | — | — | — | — | — | Country11 (16 Wo.)Country |                                                              |
| 1984 | City of New Orleans                                                           | — | — | — | — | — | Country1 (25 Wo.)Country | Erstveröffentlichung: 30. Juli 1984                          |
| 1985 | Forgiving You Was Easy Me & Paul                                              | — | — | — | — | — | Country1 (22 Wo.)Country |                                                              |
| 1985 | Me and Paul Me & Paul                                                         | — | — | — | — | — | Country14 (19 Wo.)Country | Neuaufnahme                                                  |
| 1986 | Living in the Promiseland The Promiseland                                     | — | — | — | — | — | Country1 (20 Wo.)Country |                                                              |
| 1986 | I’m Not Trying to Forget You The Promiseland                                  | — | — | — | — | — | Country21 (17 Wo.)Country |                                                              |
| 1987 | Partners After All Partners                                                   | — | — | — | — | — | Country24 (13 Wo.)Country |                                                              |
| 1987 | Heart of Gold Partners                                                        | — | — | — | — | — | Country44 (11 Wo.)Country |                                                              |
| 1987 | Island in the Sea                                                             | — | — | — | — | — | Country27 (12 Wo.)Country |                                                              |
| 1988 | Nobody There But Me Island in the Sea                                         | — | — | — | — | — | Country82 (3 Wo.)Country |                                                              |
| 1988 | Spanish Eyes What a Wonderful World                                           | — | — | — | — | — | Country8 (19 Wo.)Country | mit Julio Iglesias                                           |
| 1988 | Twilight Time What a Wonderful World                                          | — | — | — | — | — | Country41 (8 Wo.)Country | Neuaufnahme                                                  |
| 1989 | Nothing I Can Do About It Now A Horse Called Music                            | — | — | — | — | — | Country1 (21 Wo.)Country |                                                              |
| 1989 | There You Are A Horse Called Music                                            | — | — | — | — | — | Country8 (26 Wo.)Country |                                                              |
| 1990 | The Highway A Horse Called Music                                              | — | — | — | — | — | Country52 (13 Wo.)Country |                                                              |
| 1990 | Ain’t Necessarily So Born for Trouble                                         | — | — | — | — | — | Country17 (20 Wo.)Country |                                                              |
| 1990 | The Piper Came Today Born for Trouble                                         | — | — | — | — | — | Country70 (3 Wo.)Country |                                                              |
| 1991 | Ten With a Two Born for Trouble                                               | — | — | — | — | — | Country45 (12 Wo.)Country |                                                              |
| 1993 | Graceland Across the Borderline                                               | — | — | — | — | — | Country70 (1 Wo.)Country |                                                              |
| 1993 | Don’t Give Up Across the Borderline                                           | — | — | — | — | — | — |                                                              |
| 2002 | Mendocino County Line The Great Divide                                        | — | — | — | — | — | Country22 (20 Wo.)Country | mit Lee Ann Womack                                           |
| 2002 | Maria (Shut Up and Kiss Me) The Great Divide                                  | — | — | — | — | — | Country41 (12 Wo.)Country |                                                              |
| 2006 | Cowboys Are Frequently, Secretly Fond of Each Other Six Hours at Pedemales    | — | — | — | — | US52 (1 Wo.)US | — |                                                              |
| 2008 | Gravedigger Moment of Forever                                                 | — | — | — | — | US56 (4 Wo.)US | — |                                                              |

grau schraffiert: keine Chartdaten aus diesem Jahr verfügbar
Weitere Singles
- 1957: No Place for Me
- 1959: Man With the Blues
- 1960: What a Way to Live
- 1960: Night Life
- 1961: The Part Where I Cry
- 1962: Wake Me When It’s Over
- 1962: You Dream About Me
- 1963: Take My Word
- 1964: Am I Blue?
- 1964: River Boy
- 1964: I Never Cared For You
- 1964: Pretty Paper
- 1965: Healing Hands of Time
- 1966: Columbus Stockade Blues
- 1968: Good Times
- 1979: White Christmas
- 1990: Is the Better Part Over?
- 1993: Still Is Moving to Me
- 1995: Turn Me Loose and Let Me Swing
- 1998: I Never Cared For You
- 2003: Wurlitzer Prize (mit Norah Jones)
- 2005: I’m a Worried Man (mit Toots Hibbert)
- 2005: The Harder They Come
- 2006: You Don’t Know Me
- 2008: You Don’t Think I’m Funny Anymore
- 2011: The Scientist

### Zusammenarbeiten
| Jahr | Titel Album                                                                    | Höchstplatzierung, Gesamtwochen, AuszeichnungChartplatzierungen (Jahr, Titel, Album, Platzierungen, Wochen, Auszeichnungen, Anmerkungen) | Höchstplatzierung, Gesamtwochen, AuszeichnungChartplatzierungen (Jahr, Titel, Album, Platzierungen, Wochen, Auszeichnungen, Anmerkungen) | Höchstplatzierung, Gesamtwochen, AuszeichnungChartplatzierungen (Jahr, Titel, Album, Platzierungen, Wochen, Auszeichnungen, Anmerkungen) | Höchstplatzierung, Gesamtwochen, AuszeichnungChartplatzierungen (Jahr, Titel, Album, Platzierungen, Wochen, Auszeichnungen, Anmerkungen) | Höchstplatzierung, Gesamtwochen, AuszeichnungChartplatzierungen (Jahr, Titel, Album, Platzierungen, Wochen, Auszeichnungen, Anmerkungen) | Höchstplatzierung, Gesamtwochen, AuszeichnungChartplatzierungen (Jahr, Titel, Album, Platzierungen, Wochen, Auszeichnungen, Anmerkungen) | Anmerkungen                                                  |
| Jahr | Titel Album                                                                    | DE | AT | CH | UK | US | Country | Anmerkungen                                                  |
| ---- | ------------------------------------------------------------------------------ | --- | --- | --- | --- | --- | --- | ------------------------------------------------------------ |
| 1976 | Good Hearted Woman Wanted! The Outlaws                                         | — | — | — | — | US25 (12 Wo.)US | Country1 (17 Wo.)Country | mit Waylon Jennings                                          |
| 1978 | Mammas Don’t Let Your Babies Grow Up to Be Cowboys Waylon and Willie           | — | — | — | — | US42 (10 Wo.)US | Country1 (16 Wo.)Country | mit Waylon Jennings                                          |
| 1978 | If You Can Touch Her at All Waylon and Willie                                  | — | — | — | — | — | Country5 (15 Wo.)Country |                                                              |
| 1978 | Heartbreak Hotel One for the Road                                              | — | — | — | — | — | Country1 (13 Wo.)Country | mit Leon Russell                                             |
| 1979 | Crazy Arms Both Sides Now                                                      | — | — | — | — | — | Country16 (13 Wo.)Country |                                                              |
| 1980 | Night Life Willie Nelson and Danny Davis                                       | — | — | — | — | — | Country20 (12 Wo.)Country | mit Danny Davis & The Nashville Brass                        |
| 1980 | Funny How Time Slips Away Willie Nelson and Danny Davis                        | — | — | — | — | — | Country41 (8 Wo.)Country | mit Danny Davis & The Nashville Brass                        |
| 1980 | Faded Love San Antonio Rose                                                    | — | — | — | — | — | Country3 (15 Wo.)Country | mit Ray Price                                                |
| 1980 | Don’t You Ever Get Tired (Of Hurting Me) San Antonio Rose                      | — | — | — | — | — | Country11 (28 Wo.)Country | mit Ray Price                                                |
| 1982 | Old Friends                                                                    | — | — | — | — | — | Country19 (16 Wo.)Country | mit Ray Price                                                |
| 1983 | Everything’s Beautiful (In Its Own Way) My Favorite Songwriter: Porter Wagoner | — | — | — | — | — | Country7 (20 Wo.)Country | mit Dolly Parton                                             |
| 1983 | Reasons to Quit Pancho & Lefty                                                 | — | — | — | — | — | Country6 (18 Wo.)Country | mit Merle Haggard                                            |
| 1983 | Pancho & Lefty                                                                 | — | — | — | — | — | Country1 (21 Wo.)Country | mit Merle Haggard                                            |
| 1984 | To All the Girls I Loved Before Half Nelson                                    | DE24 (11 Wo.)DE | AT4 (16 Wo.)AT | CH23 (7 Wo.)CH | UK17 (12 Wo.)UK | US5 Platin · (21 Wo.)US | Country1 (20 Wo.)Country | mit Julio Iglesias                                           |
| 1984 | How Do You Feel About Foolin’ Around Music from Songwriter                     | — | — | — | — | — | Country46 (11 Wo.)Country | Erstveröffentlichung: 7. Oktober 1984 mit Kris Kristofferson |
| 1984 | Seven Spanish Angels Half Nelson                                               | — | — | — | — | — | Country1 (27 Wo.)Country | mit Ray Charles                                              |
| 1991 | If I Can Find a Clean Shirt Clean Shirt                                        | — | — | — | — | — | Country51 (10 Wo.)Country | mit Waylon Jennings                                          |

Weitere Zusammenarbeiten
- 1978: I Can Get Off on You
- 1982: In the Jailhouse Now (mit Webb Pierce)
- 1982: (Sittin’ On) The Dock of the Bay (mit Waylon Jennings)
- 1983: You’re Gonna Love Yourself (In the Morning) (mit Brenda Lee)
- 1985: Are There Any More Real Cowboys (mit Neil Young)
- 1991: Tryin’ to Outrun the Wind (mit Waylon Jennings)

### Als Gastmusiker
| Jahr | Titel Album                                                      | Höchstplatzierung, Gesamtwochen, AuszeichnungChartplatzierungen (Jahr, Titel, Album, Platzierungen, Wochen, Auszeichnungen, Anmerkungen) | Höchstplatzierung, Gesamtwochen, AuszeichnungChartplatzierungen (Jahr, Titel, Album, Platzierungen, Wochen, Auszeichnungen, Anmerkungen) | Höchstplatzierung, Gesamtwochen, AuszeichnungChartplatzierungen (Jahr, Titel, Album, Platzierungen, Wochen, Auszeichnungen, Anmerkungen) | Höchstplatzierung, Gesamtwochen, AuszeichnungChartplatzierungen (Jahr, Titel, Album, Platzierungen, Wochen, Auszeichnungen, Anmerkungen) | Höchstplatzierung, Gesamtwochen, AuszeichnungChartplatzierungen (Jahr, Titel, Album, Platzierungen, Wochen, Auszeichnungen, Anmerkungen) | Höchstplatzierung, Gesamtwochen, AuszeichnungChartplatzierungen (Jahr, Titel, Album, Platzierungen, Wochen, Auszeichnungen, Anmerkungen) | Anmerkungen                                                             |
| Jahr | Titel Album                                                      | DE | AT | CH | UK | US | Country | Anmerkungen                                                             |
| --- | ---------------------------------------------------------------- | --- | --- | --- | --- | --- | --- | ----------------------------------------------------------------------- |
| 1977 | Luckenbach, Texas (Back to the Basics of Love) Ol’ Waylon        | — | — | — | — | US25 (16 Wo.)US | — | mit Waylon Jennings                                                     |
| 1977 | Lily Dale                                                        | — | — | — | — | — | Country32 (13 Wo.)Country | Erstveröffentlichung: Januar 1977 mit Darrell McCall                    |
| 1982 | Just to Satisfy You Black on Black                               | — | — | — | — | US52 (9 Wo.)US | Country1 (18 Wo.)Country | mit Waylon Jennings                                                     |
| 1984 | Wabash Cannonball Hank Wilson, Vol. II                           | — | — | — | — | — | Country91 (2 Wo.)Country | mit Hank Wilson                                                         |
| 1985 | We Are the World                                                 | DE2 (21 Wo.)DE | AT2 (18 Wo.)AT | CH1 (29 Wo.)CH | UK1 (10 Wo.)UK | US1 (18 Wo.)US | — | mit USA for Africa                                                      |
| 1986 | I’ve Already Cheated on You Feel the Fire                        | — | — | — | — | — | Country56 (8 Wo.)Country | mit David Allan Coe                                                     |
| 1987 | If I Could Only Fly Seashores of Old Mexico                      | — | — | — | — | — | Country58 (5 Wo.)Country | mit Merle Haggard                                                       |
| 2003 | Beer for My Horses Unleashed                                     | — | — | — | — | US22 ×3Dreifachplatin · (20 Wo.)US | Country1 (39 Wo.)Country | Erstveröffentlichung: 7. April 2003 mit Toby Keith                      |
| 2007 | On the Road Again The Chain                                      | — | — | — | — | US20 (20 Wo.)US | — | mit Deana Carter                                                        |
| 2010 | Have You Ever Seen The Rain To All the Girls …                   | — | — | — | — | — | Country36 (1 Wo.)Country | Erstveröffentlichung: 4. Juli 2010 Charteinstieg: 2019 mit Paula Nelson |
| 2015 | It’s All Going To Pot Django and Jimmie                          | — | — | — | — | — | Country48 (1 Wo.)Country | mit Merle Haggard                                                       |
| Folgende Lieder erschienen nicht als Single, wurden aber durch das Album zum Download und Streaming bereitgestellt und konnten somit eine Platzierung erlangen: |                                                                  | | | | | | |                                                                         |
| |                                                                  | | | | | | |                                                                         |
| 2004 | Please Come Home for Christmas A Very Special Acoustic Christmas | — | — | — | — | — | Country50 (2 Wo.)Country |                                                                         |
| 2004 | Pretty Paper All I Want for Christmas Is a Real Good Tan         | — | — | — | — | — | Country45 (1 Wo.)Country | mit Kenny Chesney                                                       |
| 2008 | That Lucky Old Sun Lucky Old Sun                                 | — | — | — | — | — | Country56 (1 Wo.)Country | mit Kenny Chesney                                                       |
| 2010 | Baby, It’s Cold Outside American Classic                         | — | — | — | — | — | Country55 (1 Wo.)Country | mit Norah Jones                                                         |

Weitere Gastbeiträge
- 1967: Chet’s Tune (Single mit „Some of Chet’s Friends“)
- 1974: After the Fire Is Gone (Tracy Nelson)
- 1977: You Are My Sunshine (Duane Eddy; außerdem mit Waylon Jennings, Kin Vassy und Deed Eddy)
- 1978: Something to Brag About (Mary Kay Place)
- 1978: Ain’t Life Hell? (mit Hank Cochran)
- 1980: A Little Bitty Tear (Hank Cochran)
- 1981: There’s a Crazy Man (Jody Payne)
- 1983: They All Went to Mexico (Carlos Santana)
- 1986: Mind Your Own Business (Hank Williams, Jr.; außerdem mit Reba McEntire, Tom Petty und Reverend Ike)
- 1987: If I Could Fly (Merle Haggard)
- 1990: Gulf Coast Highway (Emmylou Harris)
- 1999: Two Sleepy People (Crystal Gaye)
- 2003: Write One For Me (auf Ringo Starr: Ringo Rama)
- 2008: My Medicine (Snoop Dogg; außerdem mit Everlast)
- 2008: Lost Highway (Kurt Nilsen)
- 2013: Country Tree (auf Kenny Chesney: Life on a Rock)
- 2019: Welcome to Hazeville (Brantley Gilbert feat. Colt Ford, Lukas Nelson & Willie Nelson, US: Gold)

## Videoalben und Musikvideos

### Videoalben
| Jahr | Titel Musiklabel                | Höchstplatzierung, Gesamtwochen, AuszeichnungChartplatzierungen (Jahr, Titel, Musiklabel, Platzierungen, Wochen, Auszeichnungen, Anmerkungen) | Höchstplatzierung, Gesamtwochen, AuszeichnungChartplatzierungen (Jahr, Titel, Musiklabel, Platzierungen, Wochen, Auszeichnungen, Anmerkungen) | Höchstplatzierung, Gesamtwochen, AuszeichnungChartplatzierungen (Jahr, Titel, Musiklabel, Platzierungen, Wochen, Auszeichnungen, Anmerkungen) | Höchstplatzierung, Gesamtwochen, AuszeichnungChartplatzierungen (Jahr, Titel, Musiklabel, Platzierungen, Wochen, Auszeichnungen, Anmerkungen) | Höchstplatzierung, Gesamtwochen, AuszeichnungChartplatzierungen (Jahr, Titel, Musiklabel, Platzierungen, Wochen, Auszeichnungen, Anmerkungen) | Höchstplatzierung, Gesamtwochen, AuszeichnungChartplatzierungen (Jahr, Titel, Musiklabel, Platzierungen, Wochen, Auszeichnungen, Anmerkungen) | Anmerkungen                            |
| Jahr | Titel Musiklabel                | DE | AT | CH | UK | US | Country | Anmerkungen                            |
| ---- | ------------------------------- | --- | --- | --- | --- | --- | --- | -------------------------------------- |
| 2004 | Outlaws and Angels Eagle Vision | — | — | — | UK13 (62 Wo.)UK | — | — | Erstveröffentlichung: 19. Oktober 2004 |

Weitere Videoalben
- 1985: The Willie Nelson Special with Special Guest Ray Charles (Edel)
- 1991: The Great Outlaw Valentine Concert (Collectors Mine)
- 2000: Live in Amsterdam (Sony)
- 2003: Live in Concert (Starlight)
- 2005: Live and Kickin (Lost Highway)
- 2006: Live from Austin, TX (New West Records; US: Gold)
- 2007: Wynton Marsalis & Willie Nelson – Live from New York City (Edel)

### Musikvideos
| Jahr | Lied                                                    | Regie                       |
| ---- | ------------------------------------------------------- | --------------------------- |
| 1975 | Blue Eyes Crying in the Rain                            |                             |
| 1982 | Always on My Mind                                       |                             |
| 1983 | Pancho and Lefty (mit Merle Haggard)                    | Lana Nelson                 |
| 1984 | To All the Girls I’ve Loved Before (mit Julio Iglesias) |                             |
| 1985 | Seven Spanish Angels (mit Ray Charles)                  |                             |
| 1985 | Are There Any More Real Cowboys (mit Neil Young)        | Lana Nelson                 |
| 1986 | Living in the Promiseland                               |                             |
| 1989 | There You Are                                           | Richard Kooris              |
| 1991 | If I Can Find a Clean Shirt (mit Waylon Jennings)       | Deaton-Flanigen Productions |
| 1993 | Don’t Give Up (mit Sinéad O’Connor)                     | Peter Israelson             |
| 1993 | Still Is Still Moving to Me                             | John Williamson             |
| 1994 | Afraid                                                  | Joseph Kahn                 |
| 1994 | December Day                                            | Joseph Kahn                 |
| 1994 | Once You’re Past the Blues (mit Curtis Potter)          |                             |
| 1995 | Turn Me Loose and Let Me Swing (mit Curtis Potter)      |                             |
| 1996 | She Is Gone                                             | Liam Lunson                 |
| 1998 | I Never Cared for You                                   | Wim Winders                 |
| 1998 | My Own Peculiar Way                                     | Wim Winders                 |
| 2001 | Rainbow Connection                                      | Greg Pritikin               |
| 2002 | Mendocino County Line (mit Lee Ann Womack)              | Mark Seliger                |
| 2002 | Maria (Shut Up and Kiss Me)                             | Mark Seliger                |
| 2003 | Always on My Mind (mit Jon Bon Jovi und Richie Sambora) | Jeb Brien                   |
| 2003 | Beer for My Horses (mit Toby Keith)                     | Michael Salomon             |
| 2003 | Wurlitzer Prize (mit Norah Jones)                       | Jeb Brien                   |
| 2004 | Shotgun Willie/Shotgun Bobby (mit Kid Rock)             |                             |
| 2005 | These Boots Are Made for Walkin’ (mit Jessica Simpson)  | Brett Ratner                |
| 2005 | I’m a Worried Man (mit Toots Hibbert)                   | Ras Kassa                   |
| 2005 | The Harder They Come                                    | Ras Kassa                   |
| 2006 | Big Booty                                               | Willie Nelson               |
| 2006 | You Don’t Know Me                                       | Danny Clinch                |
| 2007 | I Give (mit Shawn King)                                 |                             |
| 2008 | Gravedigger                                             | Dean Karr                   |
| 2008 | You Don’t Think I’m Funny Anymore                       | David Anderson/Lana Nelson  |
| 2008 | My Medicine (mit Snoop Dogg)                            | Pook Brown                  |
| 2009 | Back to Earth (mit Melonie Cannon)                      | Scott Hansen                |
| 2009 | Hesitation Blues (mit Asleep at the Wheel)              | Zalman King                 |
| 2012 | Just Breathe                                            | Max Nichols                 |
| 2012 | A Horse Called Music                                    |                             |
| 2013 | I Wish I Didn’t Love You So                             |                             |

## Promoveröffentlichungen
Promo-Singles

| Jahr | Titel Album                                     | Höchstplatzierung, Gesamtwochen, AuszeichnungChartplatzierungen (Jahr, Titel, Album, Platzierungen, Wochen, Auszeichnungen, Anmerkungen) | Höchstplatzierung, Gesamtwochen, AuszeichnungChartplatzierungen (Jahr, Titel, Album, Platzierungen, Wochen, Auszeichnungen, Anmerkungen) | Höchstplatzierung, Gesamtwochen, AuszeichnungChartplatzierungen (Jahr, Titel, Album, Platzierungen, Wochen, Auszeichnungen, Anmerkungen) | Höchstplatzierung, Gesamtwochen, AuszeichnungChartplatzierungen (Jahr, Titel, Album, Platzierungen, Wochen, Auszeichnungen, Anmerkungen) | Höchstplatzierung, Gesamtwochen, AuszeichnungChartplatzierungen (Jahr, Titel, Album, Platzierungen, Wochen, Auszeichnungen, Anmerkungen) | Höchstplatzierung, Gesamtwochen, AuszeichnungChartplatzierungen (Jahr, Titel, Album, Platzierungen, Wochen, Auszeichnungen, Anmerkungen) | Anmerkungen                     |
| Jahr | Titel Album                                     | DE | AT | CH | UK | US | Country | Anmerkungen                     |
| ---- | ----------------------------------------------- | --- | --- | --- | --- | --- | --- | ------------------------------- |
| 1975 | Fire and Rain What Can You Do to Me Now         | — | — | — | — | — | Country29 (11 Wo.)Country |                                 |
| 1976 | Last Letter Country Willie                      | — | — | — | — | — | Country46 (7 Wo.)Country |                                 |
| 1976 | I Gotta Get Drunk Both Sides Now                | — | — | — | — | — | Country55 (6 Wo.)Country |                                 |
| 1977 | I’m a Memory Willie Before His Time             | — | — | — | — | — | Country22 (11 Wo.)Country |                                 |
| 1977 | You Ought to Hear Me Cry Willie Before His Time | — | — | — | — | — | Country16 (13 Wo.)Country | Erstveröffentlichung: Juli 1977 |
| 1978 | Will You Remember Mine Sweet Memories           | — | — | — | — | — | Country67 (5 Wo.)Country |                                 |
| 1978 | There’ll Be No Teardrops Tonight                | — | — | — | — | — | Country86 (3 Wo.)Country |                                 |
| 1979 | Sweet Memories                                  | — | — | — | — | — | Country4 (14 Wo.)Country |                                 |
| 1981 | Good Times Minstrel Man                         | — | — | — | — | — | Country25 (20 Wo.)Country |                                 |

Weitere Promo-Singles
- 1969: I Hope So (von Face of the Fighter)
- 1980: Family Bible (von 20 of the Best)

## Statistik

### Chartauswertung
|                     | DE    | AT    | CH     | UK     | US     | Country           |
| ------------------- | ----- | ----- | ------ | ------ | ------ | ----------------- |
| Nummer-eins-Alben   | DE—DE | AT—AT | CH—CH  | UK—UK  | US—US  | Country16Country  |
| Top-10-Alben        | DE—DE | AT1AT | CH1CH  | UK—UK  | US6US  | Country50Country  |
| Alben in den Charts | DE8DE | AT9AT | CH15CH | UK10UK | US79US | Country110Country |

|                       | DE    | AT    | CH     | UK    | US     | Country           |
| --------------------- | ----- | ----- | ------ | ----- | ------ | ----------------- |
| Nummer-eins-Singles   | DE—DE | AT—AT | CH—CH  | UK1UK | US1US  | Country20Country  |
| Top-10-Singles        | DE1DE | AT2AT | CH1CH  | UK1UK | US3US  | Country40Country  |
| Singles in den Charts | DE2DE | AT2AT | CH10CH | UK3UK | US17US | Country108Country |

|                          | DE    | AT    | CH    | UK    | US    | Country         |
| ------------------------ | ----- | ----- | ----- | ----- | ----- | --------------- |
| Nummer-eins-Videoalben   | DE—DE | AT—AT | CH—CH | UK—UK | US—US | Country—Country |
| Top-10-Videoalben        | DE—DE | AT—AT | CH—CH | UK—UK | US—US | Country—Country |
| Videoalben in den Charts | DE—DE | AT—AT | CH—CH | UK1UK | US—US | Country—Country |

### Auszeichnungen für Musikverkäufe
| Goldene Schallplatte - Australien - 1982: für das Album Always on My Mind - 2001: für das Album All the Songs I’ve Loved Before: 40 Unforgettable Songs - 2008: für das Videoalbum Outlaws and Angels - Kanada - 1979: für das Album Sings Kristofferson - 1980: für das Album Red Headed Stranger - 1984: für das Album Pancho & Lefty - 1984: für das Album Merle Haggard & Willie Nelson - 1984: für das Album City of New Orleans - 1984: für das Album Willie & Family - 1984: für das Album Without a Song - 1987: für das Album Pretty Paper - Neuseeland - 1980: für das Album One for the Road - 1989: für das Album What a Wonderful World - 2008: für das Album Legend: The Best of Willie Nelson - Norwegen - 1995: für das Album Across the Borderline - Schweden - 2002: für das Album All the Songs I’ve Loved Before: 40 Unforgettable Songs | Platin-Schallplatte - Kanada - 1983: für das Album Waylon & Willie - 1984: für die Single To All the Girls I’ve Loved Before - 1986: für das Album Greatest Hits (And Some That Will Be) - 2005: für das Videoalbum Outlaws and Angels - Neuseeland - 1982: für das Album Always on My Mind - 2001: für das Album All the Songs I’ve Loved Before: 40 Unforgettable Songs 2× Platin-Schallplatte - Kanada - 1983: für das Album Always on My Mind - 1984: für das Album His Very Best Of - 1984: für das Album Stardust 3× Platin-Schallplatte - Neuseeland - 1981: für das Album Stardust |

Anmerkung: Auszeichnungen in Ländern aus den Charttabellen bzw. Chartboxen sind in ebendiesen zu finden.
| Land/RegionAuszeichnungen für Musikverkäufe (Land/Region, Auszeichnungen, Verkäufe, Quellen) | Silber     | Gold       | Platin       | Verkäufe   | Quellen                                                    |
| -------------------------------------------------------------------------------------------- | ---------- | ---------- | ------------ | ---------- | ---------------------------------------------------------- |
| Australien (ARIA)                                                                            | —          | 3× Gold3   | —            | 62.500     | aria.com.au                                                |
| Kanada (MC)                                                                                  | —          | 8× Gold8   | 10× Platin10 | 1.310.000  | musiccanada.com                                            |
| Neuseeland (RMNZ)                                                                            | —          | 3× Gold3   | 5× Platin5   | 130.000    | aotearoamusiccharts.co.nz                                  |
| Norwegen (IFPI)                                                                              | —          | Gold1      | —            | 25.000     | ifpi.no (Memento vom 5. November 2012 im Internet Archive) |
| Schweden (IFPI)                                                                              | —          | Gold1      | —            | 30.000     | sverigetopplistan.se                                       |
| Vereinigte Staaten (RIAA)                                                                    | —          | 8× Gold8   | 42× Platin42 | 45.550.000 | riaa.com                                                   |
| Vereinigtes Königreich (BPI)                                                                 | 3× Silber3 | 2× Gold2   | —            | 660.000    | bpi.co.uk                                                  |
| Insgesamt                                                                                    | 3× Silber3 | 26× Gold26 | 57× Platin57 |            |                                                            |